# Capitale mondiale del libro
Il titolo di Capitale mondiale del libro viene assegnato ogni anno dall'UNESCO a una città in riconoscimento della qualità dei suoi programmi per promuovere la diffusione del libro e incoraggiare la lettura.
La città scelta diviene Capitale mondiale del libro per un anno a partire dal 23 aprile, giorno scelto dall'UNESCO come Giornata mondiale del libro e del diritto d'autore.

## Storia
Sulla base della positiva esperienza della Giornata mondiale del libro e del diritto d'autore, lanciata nel 1996, l'UNESCO ha lanciato l'idea di nominare una città Capitale mondiale del libro.

La prima città a essere scelta è stata Madrid (Spagna) nel 2001.
Anche questa iniziativa ha avuto successo per cui la 31ª sessione della Conferenza Generale dell'UNESCO, riunita a Parigi nel 2001, su proposta della Spagna e di altri 11 paesi, ha adottato la risoluzione 29 con la quale ha stabilito di ripetere ogni anno l'evento coinvolgendo le organizzazioni internazionali del settore (31 C/Resolution 29 del 2 novembre 2001).
Al fine di garantire la presenza di organizzazioni internazionali rappresentative dei principali settori dell'industria del libro, l'UNESCO ha invitato a partecipare la International Publisher Association (IPA), la International Federation of Library Associations and Institutions (IFLA) e la International Booksellers Federation (IBF).

I rappresentanti di queste tre organizzazioni, insieme al rappresentante dell'UNESCO, compongono la Commissione selezionatrice.
Nel 2001, le quattro organizzazioni hanno concordato di nominare Alessandria (Egitto) per il 2002 e New Delhi (India) per il 2003.

Dal 2004 in poi, la selezione viene fatta raccogliendo le autocandidature con un bando pubblico.

## Criteri di nomina
Le proposte di programma, obbligatoriamente avallate dal Sindaco della città autocandidata, vengono valutate in base ai seguenti criteri:
- presentazione di un programma di attività specificamente concepite per l'anno in cui la città sarà Capitale mondiale del libro e che si realizzeranno solo se la città verrà designata;
- presentazione di un budget delle spese e di una strategia per individuare le risorse finanziarie;
- grado di partecipazione a livello locale, regionale, nazionale e internazionale;
- quantità e qualità delle attività organizzate dalle città candidate in collaborazione con le organizzazioni degli scrittori, editori, librai e bibliotecari;
- ogni altro progetto degno di nota per promuovere e favorire i libri e la lettura;
- la conformità ai principi della libertà di espressione, della libertà di pubblicare e diffondere informazioni, stabiliti dalla Costituzione dell'UNESCO nonché dagli articoli 19 e 27 della Dichiarazione universale dei diritti umani e dall'Accordo sull'importazione di materiale a carattere educativo, scientifico e culturale (Accordo di Firenze[4] del 1950).

Dal 2006, per cercare di coinvolgere tutte le regioni del mondo a turno, la Commissione selezionatrice non accetta candidature di paesi appartenenti alla stessa regione della città designata come Capitale per l'anno precedente.
La nomina non implica alcun contributo finanziario ma solo il riconoscimento simbolico del miglior programma dedicato ai libri e alla lettura.

## Capitali mondiali del libro
| Anno | Città          | Nazione             | Regione UNESCO           |
| ---- | -------------- | ------------------- | ------------------------ |
| 2001 | Madrid         | Spagna              | Europa e nord America    |
| 2002 | Alessandria    | Egitto              | Africa - Paesi arabi     |
| 2003 | New Delhi      | India               | Asia e Pacifico          |
| 2004 | Anversa        | Belgio              | Europa e nord America    |
| 2005 | Montréal       | Canada              | Europa e nord America    |
| 2006 | Torino*        | Italia              | Europa e nord America    |
| 2007 | Bogotà         | Colombia            | America latina e Caraibi |
| 2008 | Amsterdam      | Paesi Bassi         | Europa e nord America    |
| 2009 | Beirut         | Libano              | Paesi arabi              |
| 2010 | Lubiana        | Slovenia            | Europa e nord America    |
| 2011 | Buenos Aires   | Argentina           | America latina e Caraibi |
| 2012 | Erevan         | Armenia             | Europa e nord America    |
| 2013 | Bangkok        | Thailandia          | Asia e Pacifico          |
| 2014 | Port Harcourt  | Nigeria             | Africa                   |
| 2015 | Incheon        | Corea del Sud       | Asia e Pacifico          |
| 2016 | Breslavia      | Polonia             | Europa e nord America    |
| 2017 | Conakry        | Guinea              | Africa                   |
| 2018 | Atene          | Grecia              | Europa e nord America    |
| 2019 | Sharja         | Emirati Arabi Uniti | Paesi arabi              |
| 2020 | Kuala Lumpur   | Malaysia            | Asia e Pacifico          |
| 2021 | Tbilisi        | Georgia             | Europa e Nord America    |
| 2022 | Guadalajara    | Messico             | America latina e Caraibi |
| 2023 | Accra          | Ghana               | Africa                   |
| 2024 | Strasburgo     | Francia             | Europa                   |
| 2025 | Rio de Janeiro | Brasile             | America latina e Caraibi |

Torino*: nel 2006 la città fu proclamata Capitale mondiale del libro in collaborazione con Roma.